# Ли Вунџе
Ли Вунџе (кореј. 이운재; 26. април 1973) бивши је јужнокорејски фудбалер који је играо на позицији голмана.
Скоро читаву своју каријеру провео је у Сувону. Био је у саставу репрезентације Јужне Кореје на четири Светска првенства и три АФК азијска купа. Сматра се једним од најбољих азијских голмана свих времена.

## Статистика каријере

### Репрезентативна
| Репрезентација | Година       | Наступи | Голови |
| -------------- | ------------ | ------- | ------ |
| Јужна Кореја   | 1994         | 3       | 0      |
| Јужна Кореја   | 1995         | 1       | 0      |
| Јужна Кореја   | 1999         | 2       | 0      |
| Јужна Кореја   | 2000         | 8       | 0      |
| Јужна Кореја   | 2001         | 12      | 0      |
| Јужна Кореја   | 2002         | 15      | 0      |
| Јужна Кореја   | 2003         | 14      | 0      |
| Јужна Кореја   | 2004         | 15      | 0      |
| Јужна Кореја   | 2005         | 15      | 0      |
| Јужна Кореја   | 2006         | 16      | 0      |
| Јужна Кореја   | 2007         | 8       | 0      |
| Јужна Кореја   | 2008         | 2       | 0      |
| Јужна Кореја   | 2009         | 13      | 0      |
| Јужна Кореја   | 2010         | 9       | 0      |
| Career total   | Career total | 133     | 0      |